# Список населённых пунктов Дмитровского муниципального округа
В списке представлены населённые пункты Дмитровского муниципального округа Московской области и их принадлежность к бывшим муниципальным образованиям упразднённого с 19 мая 2018 года одноимённого муниципального района (5 городским и 6 сельским поселениям). Перечень населённых пунктов, их наименование и тип даны в соответствии с Законом Московской области от 28.02.2005 № 74/2005-ОЗ «О статусе и границах Дмитровского муниципального района и вновь образованных в его составе муниципальных образований».
После преобразования Дмитровского района в городской округ с целью исключения наличия у двух одноимённых населённых пунктов одинаковых категорий постановлением Губернатора Московской области № 75-ПГ от 21 февраля 2019 года:
- деревня Андрейково бывшего сельского поселения Костинское преобразована в посёлок;
- деревня Арбузово бывшего сельского поселения Синьковское преобразована в посёлок;
- деревня Бородино бывшего городского поселения Дмитров преобразована в посёлок;
- деревня Быково бывшего городского поселения Дмитров преобразована в посёлок;
- деревня Василево бывшего сельского поселения Большерогачёвское преобразована в посёлок;
- деревня Глухово бывшего сельского поселения Синьковское преобразована в село;
- деревня Горки бывшего сельского поселения Костинское преобразована в посёлок;
- деревня Горки бывшего городского поселения Дмитров преобразована в село;
- деревня Исаково бывшего сельского поселения Костинское преобразована в посёлок;
- деревня Костино бывшего сельского поселения Синьковское преобразована в посёлок;
- деревня Кузнецово бывшего городского поселения Дмитров преобразована в посёлок;
- деревня Кузяево бывшего городского поселения Дмитров преобразована в посёлок;
- деревня Куминово упразднённого Дядьковского сельского округа сельского поселения Куликовское преобразована в посёлок;
- деревня Муханки бывшего городского поселения Дмитров преобразована в посёлок;
- деревня Назарово бывшего сельского поселения Большерогачёвское преобразована в хутор;
- деревня Никольское бывшего городского поселения Икша преобразована в посёлок;
- деревня Овсянниково бывшего сельского поселения Габовское преобразована в посёлок;
- деревня Поповка бывшего сельского поселения Габовское преобразована в посёлок;
- деревня Поповское бывшего сельского поселения Синьковское преобразована в посёлок;
- деревня Редькино бывшего городского поселения Дмитров преобразована в посёлок;
- деревня Свистуха бывшего городского поселения Дмитров преобразована в посёлок;
- деревня Фёдоровка бывшего городского поселения Яхрома преобразована в посёлок;
- деревня Филимоново бывшего городского поселения Яхрома преобразована в посёлок;
- деревня Фофаново бывшего сельского поселения Куликовское преобразована в посёлок.

Этим же постановлением деревня Пустынь преобразована в село.
Позже постановлением Губернатора Московской области № 539-ПГ от 1 ноября 2019 года деревня Ивлево бывшего городского поселения Яхрома преобразована в село, устранив таким образом последнюю пару одноимённых населённых пунктов одинаковой категории в городском округе.
В 2025 году рабочие посёлки Деденево, Икша и Некрасовский преобразованы в посёлки городского типа.
На территории Дмитровского муниципального округа находится 401 населённый пункт: 2 города, 3 посёлка городского типа, 47 посёлков, 34 села, 314 деревень и 1 хутор.
| №   | Населённый пункт                            | Тип                     | Население | бывшее муниципальное образование     |
| --- | ------------------------------------------- | ----------------------- | --------- | ------------------------------------ |
| 1   | 3-й Участок                                 | посёлок                 | ↘0        | городское поселение Дмитров          |
| 2   | 4-й Участок                                 | посёлок                 | ↘0        | городское поселение Дмитров          |
| 3   | Абрамцево                                   | деревня                 | ↘15       | сельское поселение Синьковское       |
| 4   | Абрамцево                                   | село                    | →51       | сельское поселение Синьковское       |
| 5   | Автополигон                                 | посёлок                 | ↘1194     | сельское поселение Синьковское       |
| 6   | Агафониха                                   | деревня                 | ↗18       | сельское поселение Габовское         |
| 7   | Акишево                                     | деревня                 | ↗8        | сельское поселение Габовское         |
| 8   | Акулово                                     | деревня                 | ↘2        | сельское поселение Якотское          |
| 9   | Алабуха                                     | деревня                 | →6        | сельское поселение Синьковское       |
| 10  | Аладьино                                    | деревня                 | ↘8        | сельское поселение Синьковское       |
| 11  | Александрово                                | деревня                 | ↘231      | сельское поселение Большерогачёвское |
| 12  | Алешино                                     | деревня                 | ↘13       | сельское поселение Большерогачёвское |
| 13  | Андрейково                                  | деревня                 | ↗18       | городское поселение Яхрома           |
| 14  | Андрейково                                  | посёлок                 | ↗7        | сельское поселение Костинское        |
| 15  | Андреянцево                                 | деревня                 | ↗15       | сельское поселение Якотское          |
| 16  | Арбузово                                    | деревня                 | ↘6        | городское поселение Яхрома           |
| 17  | Арбузово                                    | посёлок                 | ↗15       | сельское поселение Синьковское       |
| 18  | Аревское                                    | деревня                 | ↘8        | сельское поселение Большерогачёвское |
| 19  | Арханово                                    | деревня                 | →4        | сельское поселение Костинское        |
| 20  | Ассаурово                                   | деревня                 | ↗75       | сельское поселение Костинское        |
| 21  | Астрецово                                   | деревня                 | ↘270      | городское поселение Яхрома           |
| 22  | Афанасово                                   | деревня                 | ↘12       | городское поселение Дмитров          |
| 23  | Ащерино                                     | деревня                 | →1        | сельское поселение Синьковское       |
| 24  | Бабаиха                                     | деревня                 | ↗72       | сельское поселение Габовское         |
| 25  | Бабкино                                     | деревня                 | ↘3        | сельское поселение Костинское        |
| 26  | Базарово                                    | деревня                 | ↗104      | городское поселение Икша             |
| 27  | Банино                                      | деревня                 | ↘5        | сельское поселение Куликовское       |
| 28  | Батюшково                                   | село                    | ↗14       | городское поселение Дмитров          |
| 29  | Безбородово                                 | деревня                 | →1        | сельское поселение Большерогачёвское |
| 30  | Беклемишево                                 | деревня                 | ↗21       | сельское поселение Костинское        |
| 31  | Белый Раст                                  | село                    | ↘141      | городское поселение Икша             |
| 32  | Бестужево                                   | деревня                 | ↗3        | сельское поселение Большерогачёвское |
| 33  | Бешенково                                   | деревня                 | ↗7        | сельское поселение Якотское          |
| 34  | Бирлово                                     | деревня                 | ↗114      | городское поселение Дмитров          |
| 35  | Благовещенское                              | деревня                 | ↘5        | городское поселение Дмитров          |
| 36  | Благовещенье                                | деревня                 | ↘1        | сельское поселение Большерогачёвское |
| 37  | Благодать                                   | деревня                 | ↗1        | сельское поселение Костинское        |
| 38  | Ближнево                                    | деревня                 | ↗48       | городское поселение Дмитров          |
| 39  | Боброво                                     | деревня                 | ↗4        | городское поселение Деденево         |
| 40  | Богданово                                   | деревня                 | ↘31       | сельское поселение Большерогачёвское |
| 41  | Большое Прокошево                           | деревня                 | ↗152      | сельское поселение Костинское        |
| 42  | Борисово                                    | село                    | ↗267      | городское поселение Дмитров          |
| 43  | Борносово                                   | деревня                 | ↗18       | городское поселение Яхрома           |
| 44  | Бородино                                    | посёлок                 | ↗40       | городское поселение Дмитров          |
| 45  | Бородино                                    | деревня                 | ↗10       | сельское поселение Синьковское       |
| 46  | Бортниково                                  | деревня                 | ↘0        | городское поселение Яхрома           |
| 47  | Борцово                                     | деревня                 | ↗20       | сельское поселение Куликовское       |
| 48  | Бунятино                                    | деревня                 | ↗793      | сельское поселение Синьковское       |
| 49  | Буславль                                    | деревня                 | →0        | сельское поселение Якотское          |
| 50  | Быково                                      | посёлок                 | ↗9        | городское поселение Дмитров          |
| 51  | Быково                                      | деревня                 | ↘5        | сельское поселение Куликовское       |
| 52  | Ваганово                                    | деревня                 | →0        | сельское поселение Костинское        |
| 53  | Ваньково                                    | деревня                 | ↗6        | сельское поселение Костинское        |
| 54  | Варварино                                   | деревня                 | ↗53       | городское поселение Деденево         |
| 55  | Василево                                    | посёлок                 | ↗47       | сельское поселение Большерогачёвское |
| 56  | Василево                                    | деревня                 | ↗22       | сельское поселение Якотское          |
| 57  | Васнево                                     | деревня                 | →27       | сельское поселение Большерогачёвское |
| 58  | Ведерницы                                   | село                    | ↘8        | сельское поселение Синьковское       |
| 59  | Векшино                                     | деревня                 | ↗7        | сельское поселение Габовское         |
| 60  | Власково                                    | деревня                 | ↗13       | сельское поселение Якотское          |
| 61  | Внуково                                     | село                    | ↗241      | городское поселение Дмитров          |
| 62  | Волдынское                                  | деревня                 | ↘84       | городское поселение Дмитров          |
| 63  | Вороново                                    | село                    | ↘12       | сельское поселение Якотское          |
| 64  | Высоково                                    | деревня                 | ↘26       | городское поселение Дмитров          |
| 65  | Гаврилково                                  | деревня                 | →0        | городское поселение Деденево         |
| 66  | Глазачево                                   | деревня                 | ↗17       | сельское поселение Куликовское       |
| 67  | Глазово                                     | деревня                 | ↗42       | сельское поселение Габовское         |
| 68  | Глебездово                                  | деревня                 | →2        | сельское поселение Костинское        |
| 69  | Глухово                                     | деревня                 | →0        | городское поселение Яхрома           |
| 70  | Глухово                                     | село                    | ↗24       | сельское поселение Синьковское       |
| 71  | Говейново                                   | деревня                 | ↘7        | сельское поселение Куликовское       |
| 72  | Голиково                                    | деревня                 | ↗3        | городское поселение Дмитров          |
| 73  | Головино                                    | деревня                 | ↘2        | сельское поселение Синьковское       |
| 74  | Голявино                                    | деревня                 | ↘4        | городское поселение Дмитров          |
| 75  | Голяди                                      | деревня                 | ↗3        | сельское поселение Синьковское       |
| 76  | Гончарово                                   | деревня                 | ↗13       | городское поселение Яхрома           |
| 77  | Гора                                        | деревня                 | ↘2        | сельское поселение Якотское          |
| 78  | Горбово                                     | деревня                 | →0        | сельское поселение Якотское          |
| 79  | Горицы                                      | деревня                 | ↘9        | сельское поселение Синьковское       |
| 80  | Горки                                       | деревня                 | ↘6        | городское поселение Деденево         |
| 81  | Горки                                       | село                    | →0        | городское поселение Дмитров          |
| 82  | Горки                                       | посёлок                 | ↗42       | сельское поселение Костинское        |
| 83  | Горки Сухаревские                           | деревня                 | ↗118      | городское поселение Некрасовский     |
| 84  | Горчаково                                   | деревня                 | →4        | сельское поселение Синьковское       |
| 85  | Горшково                                    | посёлок                 | ↘2386     | городское поселение Дмитров          |
| 86  | Григорково                                  | деревня                 | →5        | городское поселение Деденево         |
| 87  | Гришино                                     | деревня                 | ↗40       | сельское поселение Костинское        |
| 88  | Гульнево                                    | деревня                 | ↗18       | сельское поселение Габовское         |
| 89  | Давыдково                                   | деревня                 | ↗17       | сельское поселение Куликовское       |
| 90  | Данилиха                                    | деревня                 | ↘13       | городское поселение Деденево         |
| 91  | Деденево                                    | посёлок городского типа | ↗5796     | городское поселение Деденево         |
| 92  | Дедлово                                     | деревня                 | →0        | городское поселение Яхрома           |
| 93  | Демьяново                                   | деревня                 | →4        | сельское поселение Синьковское       |
| 94  | Дмитров                                     | город                   | ↘63 044   | городское поселение Дмитров          |
| 95  | Дмитровка                                   | деревня                 | ↘36       | сельское поселение Габовское         |
| 96  | Доронино                                    | деревня                 | ↗6        | городское поселение Яхрома           |
| 97  | Драчёво                                     | деревня                 | ↘41       | городское поселение Дмитров          |
| 98  | Дрочево                                     | деревня                 | ↘14       | сельское поселение Куликовское       |
| 99  | Дубровки                                    | деревня                 | ↗1119     | городское поселение Дмитров          |
| 100 | Дуброво                                     | деревня                 | ↘19       | сельское поселение Синьковское       |
| 101 | Думино                                      | деревня                 | ↗4        | сельское поселение Якотское          |
| 102 | Дутшево                                     | деревня                 | ↗14       | сельское поселение Куликовское       |
| 103 | Дьяково                                     | деревня                 | ↘10       | городское поселение Деденево         |
| 104 | Дядьково                                    | деревня                 | ↗33       | городское поселение Дмитров          |
| 105 | Дятлино                                     | деревня                 | ↗21       | сельское поселение Синьковское       |
| 106 | Елизаветино                                 | деревня                 | ↗39       | городское поселение Яхрома           |
| 107 | Ермолино                                    | деревня                 | ↘69       | городское поселение Икша             |
| 108 | Ерыково                                     | деревня                 | ↘0        | сельское поселение Костинское        |
| 109 | Жестылево                                   | село                    | ↗120      | сельское поселение Якотское          |
| 110 | Животино                                    | деревня                 | ↘57       | городское поселение Яхрома           |
| 111 | Жирково                                     | деревня                 | →1        | сельское поселение Большерогачёвское |
| 112 | Жуковка                                     | деревня                 | ↗340      | городское поселение Дмитров          |
| 113 | Жуково                                      | деревня                 | ↗19       | городское поселение Яхрома           |
| 114 | Зараменье                                   | деревня                 | ↗23       | городское поселение Икша             |
| 115 | Зверково                                    | деревня                 | ↗262      | городское поселение Дмитров          |
| 116 | Зуево                                       | деревня                 | ↘0        | сельское поселение Большерогачёвское |
| 117 | Ивановское                                  | село                    | →38       | сельское поселение Большерогачёвское |
| 118 | Ивановское                                  | деревня                 | ↗4        | сельское поселение Костинское        |
| 119 | Иванцево                                    | деревня                 | ↗5        | городское поселение Дмитров          |
| 120 | Ивашево                                     | деревня                 | ↗36       | городское поселение Дмитров          |
| 121 | Ивлево                                      | село                    | ↘2        | городское поселение Яхрома           |
| 122 | Ивлево                                      | деревня                 | ↗117      | сельское поселение Большерогачёвское |
| 123 | Игнатовка                                   | деревня                 | ↗32       | городское поселение Дмитров          |
| 124 | Игнатово                                    | село                    | ↗119      | городское поселение Дмитров          |
| 125 | Измайлово                                   | деревня                 | ↗8        | сельское поселение Якотское          |
| 126 | Икша                                        | посёлок городского типа | ↘3796     | городское поселение Икша             |
| 127 | Ильино                                      | село                    | ↗47       | сельское поселение Якотское          |
| 128 | Ильинское                                   | село                    | ↗59       | городское поселение Дмитров          |
| 129 | Исаково                                     | посёлок                 | ↗39       | сельское поселение Костинское        |
| 130 | Исаково                                     | деревня                 | ↗15       | сельское поселение Куликовское       |
| 131 | Каменка                                     | деревня                 | ↘718      | сельское поселение Габовское         |
| 132 | Капорки                                     | деревня                 | ↗14       | городское поселение Дмитров          |
| 133 | Караваево                                   | деревня                 | ↗14       | сельское поселение Куликовское       |
| 134 | Карамышево                                  | деревня                 | ↗14       | сельское поселение Куликовское       |
| 135 | Карпово                                     | деревня                 | ↗31       | сельское поселение Синьковское       |
| 136 | Карцево                                     | деревня                 | ↗6        | сельское поселение Якотское          |
| 137 | Кекишево                                    | деревня                 | ↗12       | сельское поселение Костинское        |
| 138 | Кикино                                      | деревня                 | ↗17       | сельское поселение Якотское          |
| 139 | Киндяково                                   | деревня                 | ↘2        | сельское поселение Синьковское       |
| 140 | Клусово                                     | деревня                 | ↗28       | сельское поселение Синьковское       |
| 141 | Клюшниково                                  | деревня                 | ↗77       | сельское поселение Куликовское       |
| 142 | Княжево                                     | деревня                 | ↗1436     | городское поселение Дмитров          |
| 143 | Коверьянки                                  | деревня                 | ↗12       | сельское поселение Костинское        |
| 144 | Ковригино                                   | деревня                 | ↗245      | сельское поселение Якотское          |
| 145 | Колотилово                                  | деревня                 | ↗5        | сельское поселение Якотское          |
| 146 | Комаровка                                   | деревня                 | ↗15       | сельское поселение Габовское         |
| 147 | Кончинино                                   | деревня                 | ↗72       | городское поселение Дмитров          |
| 148 | Копылово                                    | деревня                 | →2        | сельское поселение Большерогачёвское |
| 149 | Копытово                                    | деревня                 | ↘0        | сельское поселение Большерогачёвское |
| 150 | Коргашино                                   | деревня                 | ↗14       | сельское поселение Синьковское       |
| 151 | Космынка                                    | деревня                 | ↗8        | сельское поселение Синьковское       |
| 152 | Костино                                     | деревня                 | →0        | городское поселение Яхрома           |
| 153 | Костино                                     | посёлок станции         | ↘17       | сельское поселение Костинское        |
| 154 | Костино                                     | село                    | ↘654      | сельское поселение Костинское        |
| 155 | Костино                                     | посёлок                 | ↘10       | сельское поселение Синьковское       |
| 156 | Костюнино                                   | деревня                 | →1        | сельское поселение Синьковское       |
| 157 | Кочергино                                   | деревня                 | ↗46       | сельское поселение Большерогачёвское |
| 158 | Кромино                                     | деревня                 | ↗40       | городское поселение Дмитров          |
| 159 | Круглино                                    | деревня                 | ↗10       | городское поселение Яхрома           |
| 160 | Кузнецово                                   | посёлок                 | ↗48       | городское поселение Дмитров          |
| 161 | Кузнецово                                   | деревня                 | ↗23       | сельское поселение Якотское          |
| 162 | Кузяево                                     | посёлок                 | ↗45       | городское поселение Дмитров          |
| 163 | Кузяево                                     | деревня                 | ↘29       | городское поселение Икша             |
| 164 | Куликово                                    | село                    | ↗1448     | сельское поселение Куликовское       |
| 165 | Кульпино                                    | деревня                 | ↗80       | сельское поселение Синьковское       |
| 166 | Куминово                                    | посёлок                 | ↗10       | сельское поселение Куликовское       |
| 167 | Куминово                                    | деревня                 | ↘0        | сельское поселение Куликовское       |
| 168 | Кунисниково                                 | деревня                 | ↗40       | городское поселение Дмитров          |
| 169 | Курово                                      | деревня                 | ↘173      | городское поселение Дмитров          |
| 170 | Курьково                                    | деревня                 | ↗18       | сельское поселение Синьковское       |
| 171 | Лавровки                                    | деревня                 | ↘4        | сельское поселение Костинское        |
| 172 | Лавровки                                    | посёлок                 | ↘103      | сельское поселение Костинское        |
| 173 | Левково                                     | деревня                 | ↗84       | сельское поселение Габовское         |
| 174 | Лесной                                      | посёлок                 | ↗24       | сельское поселение Куликовское       |
| 175 | Липино                                      | деревня                 | ↘69       | сельское поселение Куликовское       |
| 176 | Лифаново                                    | деревня                 | ↗12       | сельское поселение Якотское          |
| 177 | Лишенино                                    | деревня                 | →0        | сельское поселение Синьковское       |
| 178 | Лотосово                                    | деревня                 | ↗18       | сельское поселение Костинское        |
| 179 | Луговой                                     | посёлок                 | ↗896      | сельское поселение Куликовское       |
| 180 | Лукьяново                                   | деревня                 | ↘0        | сельское поселение Синьковское       |
| 181 | Лупаново                                    | деревня                 | ↗96       | городское поселение Икша             |
| 182 | Лутьково                                    | деревня                 | ↗32       | сельское поселение Большерогачёвское |
| 183 | Лучинское                                   | деревня                 | ↘132      | сельское поселение Синьковское       |
| 184 | Малая Чёрная                                | деревня                 | ↗186      | городское поселение Икша             |
| 185 | Малое Насоново                              | деревня                 | ↗8        | сельское поселение Синьковское       |
| 186 | Малое Рогачево                              | деревня                 | ↘67       | сельское поселение Большерогачёвское |
| 187 | Малое Телешово                              | деревня                 | →0        | сельское поселение Синьковское       |
| 188 | Малыгино                                    | деревня                 | ↘0        | сельское поселение Синьковское       |
| 189 | Малые Дубровки                              | деревня                 | ↘12       | городское поселение Дмитров          |
| 190 | Маншино                                     | деревня                 | ↘7        | сельское поселение Куликовское       |
| 191 | Маринино                                    | деревня                 | ↘31       | городское поселение Дмитров          |
| 192 | Мартыново                                   | деревня                 | ↗3        | сельское поселение Якотское          |
| 193 | Матвеево                                    | деревня                 | ↘17       | городское поселение Дмитров          |
| 194 | Матвейково                                  | деревня                 | ↘9        | сельское поселение Синьковское       |
| 195 | Медведева Пустынь                           | село                    | ↗30       | сельское поселение Большерогачёвское |
| 196 | Медведково                                  | деревня                 | ↗15       | сельское поселение Габовское         |
| 197 | Меленки                                     | деревня                 | ↘6        | сельское поселение Куликовское       |
| 198 | Мелихово                                    | деревня                 | ↗28       | сельское поселение Костинское        |
| 199 | Мельчевка                                   | посёлок                 | ↗525      | сельское поселение Куликовское       |
| 200 | Микишкино                                   | деревня                 | ↗22       | городское поселение Дмитров          |
| 201 | Микляево                                    | деревня                 | ↗21       | сельское поселение Синьковское       |
| 202 | Минеево                                     | деревня                 | ↗24       | городское поселение Дмитров          |
| 203 | Мисиново                                    | деревня                 | ↗9        | сельское поселение Синьковское       |
| 204 | Митькино                                    | деревня                 | ↗516      | городское поселение Дмитров          |
| 205 | Михайловское                                | деревня                 | ↘0        | сельское поселение Якотское          |
| 206 | Михалево                                    | деревня                 | ↗16       | сельское поселение Большерогачёвское |
| 207 | Михеево-Сухарево                            | деревня                 | ↗19       | сельское поселение Якотское          |
| 208 | Мишуково                                    | деревня                 | ↗8        | сельское поселение Куликовское       |
| 209 | Морозово                                    | деревня                 | ↘6        | сельское поселение Костинское        |
| 210 | Мотовилово                                  | деревня                 | →0        | сельское поселение Синьковское       |
| 211 | Муравьёво                                   | деревня                 | ↗69       | городское поселение Дмитров          |
| 212 | Муханки                                     | посёлок                 | ↗9        | городское поселение Дмитров          |
| 213 | Муханки                                     | деревня                 | ↗6        | городское поселение Яхрома           |
| 214 | Мышенки                                     | деревня                 | ↗11       | городское поселение Яхрома           |
| 215 | Надеждино                                   | деревня                 | →14       | городское поселение Дмитров          |
| 216 | Надмошье                                    | деревня                 | ↘33       | сельское поселение Куликовское       |
| 217 | Назарово                                    | хутор                   | ↘0        | сельское поселение Большерогачёвское |
| 218 | Назарово                                    | деревня                 | →4        | сельское поселение Куликовское       |
| 219 | Насадкино                                   | деревня                 | ↗803      | сельское поселение Куликовское       |
| 220 | Насоново                                    | деревня                 | ↗13       | сельское поселение Синьковское       |
| 221 | Настасьино                                  | деревня                 | ↘110      | городское поселение Дмитров          |
| 222 | Некрасовский                                | посёлок городского типа | ↘11 262   | городское поселение Некрасовский     |
| 223 | Непейно                                     | деревня                 | ↗86       | городское поселение Дмитров          |
| 224 | Нерощино                                    | деревня                 | ↘2        | сельское поселение Костинское        |
| 225 | Нестерово                                   | деревня                 | ↘3        | сельское поселение Синьковское       |
| 226 | Нестерцево                                  | деревня                 | ↘0        | сельское поселение Синьковское       |
| 227 | Нефедиха                                    | деревня                 | →0        | сельское поселение Габовское         |
| 228 | Нечаево                                     | деревня                 | ↗7        | сельское поселение Большерогачёвское |
| 229 | Нижнево                                     | деревня                 | →7        | сельское поселение Большерогачёвское |
| 230 | Никитино                                    | деревня                 | ↘10       | сельское поселение Якотское          |
| 231 | Никольское                                  | деревня                 | ↗15       | городское поселение Дмитров          |
| 232 | Никольское                                  | посёлок                 | ↘79       | городское поселение Икша             |
| 233 | Никулино                                    | деревня                 | ↗17       | сельское поселение Костинское        |
| 234 | Никульское                                  | деревня                 | ↘4        | городское поселение Дмитров          |
| 235 | Новинки                                     | деревня                 | ↘9        | сельское поселение Костинское        |
| 236 | Новлянки                                    | деревня                 | ↗16       | городское поселение Дмитров          |
| 237 | Новое Гришино                               | посёлок                 | ↘1123     | сельское поселение Костинское        |
| 238 | Новое Село                                  | деревня                 | ↗20       | сельское поселение Куликовское       |
| 239 | Новое Сельцо                                | деревня                 | ↘11       | сельское поселение Якотское          |
| 240 | Новокарцево                                 | деревня                 | ↗9        | городское поселение Яхрома           |
| 241 | Новонекрасовский                            | посёлок                 | ↘29       | городское поселение Некрасовский     |
| 242 | Новосёлки                                   | деревня                 | ↗19       | сельское поселение Синьковское       |
| 243 | Новосиньково                                | посёлок                 | ↘7844     | сельское поселение Синьковское       |
| 244 | Носково                                     | деревня                 | ↗51       | сельское поселение Якотское          |
| 245 | Овсянниково                                 | посёлок                 | ↘17       | сельское поселение Габовское         |
| 246 | Овсянниково                                 | деревня                 | ↗5        | сельское поселение Якотское          |
| 247 | Овчино                                      | деревня                 | ↗7        | городское поселение Яхрома           |
| 248 | Озерецкое                                   | село                    | ↗3067     | сельское поселение Габовское         |
| 249 | Ольгово                                     | село                    | ↘268      | городское поселение Яхрома           |
| 250 | Ольсово                                     | деревня                 | ↗18       | сельское поселение Большерогачёвское |
| 251 | Ольявидово                                  | деревня                 | ↘1026     | сельское поселение Якотское          |
| 252 | Орево                                       | посёлок                 | ↘962      | городское поселение Дмитров          |
| 253 | Орево                                       | деревня                 | ↗50       | сельское поселение Куликовское       |
| 254 | Орудьево                                    | село                    | ↗1402     | городское поселение Дмитров          |
| 255 | Очево                                       | деревня                 | ↘18       | городское поселение Дмитров          |
| 256 | Пантелеево                                  | деревня                 | ↗21       | сельское поселение Куликовское       |
| 257 | Паньково                                    | деревня                 | ↗9        | сельское поселение Куликовское       |
| 258 | Парамоново                                  | деревня                 | ↘116      | городское поселение Дмитров          |
| 259 | Пересветово                                 | село                    | ↗91       | городское поселение Дмитров          |
| 260 | Пески                                       | деревня                 | ↗5        | сельское поселение Габовское         |
| 261 | Петраково                                   | деревня                 | ↗42       | сельское поселение Куликовское       |
| 262 | Пешково                                     | деревня                 | ↘3        | сельское поселение Синьковское       |
| 263 | Плетенево                                   | деревня                 | ↘7        | сельское поселение Якотское          |
| 264 | Подвязново                                  | деревня                 | ↘52       | сельское поселение Синьковское       |
| 265 | Подгорное                                   | деревня                 | ↘4        | сельское поселение Габовское         |
| 266 | Поддубки                                    | деревня                 | ↗93       | городское поселение Дмитров          |
| 267 | Подмошье                                    | деревня                 | ↘194      | городское поселение Дмитров          |
| 268 | Подосинки                                   | деревня                 | ↗393      | городское поселение Дмитров          |
| 269 | Подосинки                                   | посёлок                 | ↗1564     | городское поселение Дмитров          |
| 270 | Подсосенье                                  | деревня                 | →0        | сельское поселение Синьковское       |
| 271 | Подчерково                                  | село                    | ↗173      | городское поселение Дмитров          |
| 272 | Подъячево                                   | село                    | ↘856      | городское поселение Яхрома           |
| 273 | Поздняково                                  | деревня                 | ↗19       | сельское поселение Большерогачёвское |
| 274 | Покровское                                  | село                    | ↘233      | сельское поселение Большерогачёвское |
| 275 | Попадьино                                   | деревня                 | ↘32       | городское поселение Яхрома           |
| 276 | Поповка                                     | деревня                 | ↘1        | городское поселение Яхрома           |
| 277 | Поповка                                     | посёлок                 | ↗133      | сельское поселение Габовское         |
| 278 | Поповское                                   | деревня                 | ↘10       | сельское поселение Большерогачёвское |
| 279 | Поповское                                   | посёлок                 | ↗7        | сельское поселение Синьковское       |
| 280 | п. дома отдыха «Горки»                      | посёлок                 | ↘3729     | сельское поселение Габовское         |
| 281 | п. опытного хозяйства «Ермолино»            | посёлок                 | ↘1334     | городское поселение Икша             |
| 282 | п. опытного хозяйства ЦТБОС                 | посёлок                 | ↘46       | городское поселение Дмитров          |
| 283 | п. Орудьевского торфобрикетного предприятия | посёлок                 | ↘326      | городское поселение Дмитров          |
| 284 | п. совхоза «Будённовец»                     | посёлок                 | ↗1268     | сельское поселение Якотское          |
| 285 | п. совхоза «Останкино»                      | посёлок                 | ↗2043     | сельское поселение Габовское         |
| 286 | п. фабрики Первое Мая                       | посёлок                 | ↗23       | городское поселение Дмитров          |
| 287 | Постниково                                  | деревня                 | →0        | сельское поселение Якотское          |
| 288 | Походкино                                   | деревня                 | ↘8        | сельское поселение Габовское         |
| 289 | Притыкино                                   | деревня                 | ↘7        | сельское поселение Костинское        |
| 290 | Прудцы                                      | деревня                 | ↗45       | городское поселение Дмитров          |
| 291 | Пруды                                       | деревня                 | ↘4        | сельское поселение Большерогачёвское |
| 292 | Пулиха                                      | деревня                 | ↘0        | сельское поселение Синьковское       |
| 293 | Пуриха                                      | деревня                 | ↗4        | городское поселение Дмитров          |
| 294 | Пыхино                                      | деревня                 | ↗10       | сельское поселение Якотское          |
| 295 | Раменский                                   | посёлок                 | ↘270      | сельское поселение Куликовское       |
| 296 | Раменье                                     | деревня                 | ↗168      | сельское поселение Куликовское       |
| 297 | Ревякино                                    | деревня                 | ↗20       | городское поселение Дмитров          |
| 298 | Редькино                                    | посёлок                 | →0        | городское поселение Дмитров          |
| 299 | Редькино                                    | деревня                 | ↗15       | сельское поселение Габовское         |
| 300 | Рогачёво                                    | село                    | ↘3379     | сельское поселение Большерогачёвское |
| 301 | Рождествено                                 | деревня                 | ↗34       | сельское поселение Габовское         |
| 302 | Рыбаки                                      | деревня                 | ↘443      | сельское поселение Габовское         |
| 303 | Рыбное                                      | посёлок                 | ↘1765     | сельское поселение Якотское          |
| 304 | Саввино                                     | деревня                 | ↘17       | сельское поселение Якотское          |
| 305 | Савелово                                    | деревня                 | ↗75       | городское поселение Дмитров          |
| 306 | Савельево                                   | деревня                 | ↗145      | сельское поселение Синьковское       |
| 307 | Садниково                                   | деревня                 | ↗7        | сельское поселение Синьковское       |
| 308 | Садовая                                     | деревня                 | ↗2        | сельское поселение Большерогачёвское |
| 309 | Сазонки                                     | деревня                 | ↗61       | сельское поселение Костинское        |
| 310 | Сальково                                    | деревня                 | ↘1        | сельское поселение Синьковское       |
| 311 | Саморядово                                  | деревня                 | ↘19       | городское поселение Некрасовский     |
| 312 | Сафоново                                    | деревня                 | ↘4        | городское поселение Яхрома           |
| 313 | Сбоево                                      | деревня                 | ↗24       | сельское поселение Костинское        |
| 314 | Свистуха                                    | посёлок                 | ↗18       | городское поселение Дмитров          |
| 315 | Свистуха                                    | деревня                 | ↗47       | сельское поселение Габовское         |
| 316 | Святогорово                                 | деревня                 | ↗1        | сельское поселение Якотское          |
| 317 | Селевкино                                   | деревня                 | ↗49       | сельское поселение Костинское        |
| 318 | Селиваново                                  | деревня                 | ↗4        | сельское поселение Синьковское       |
| 319 | Селявино                                    | деревня                 | ↘3        | городское поселение Яхрома           |
| 320 | Семенково                                   | деревня                 | ↗1        | городское поселение Яхрома           |
| 321 | Семёновское                                 | село                    | ↘923      | сельское поселение Синьковское       |
| 322 | Сергейково                                  | деревня                 | ↘0        | сельское поселение Костинское        |
| 323 | Синьково                                    | село                    | ↗261      | сельское поселение Синьковское       |
| 324 | Сихнево                                     | деревня                 | ↘9        | сельское поселение Якотское          |
| 325 | Скриплево                                   | деревня                 | ↗14       | сельское поселение Якотское          |
| 326 | Слободищево                                 | деревня                 | ↗61       | сельское поселение Якотское          |
| 327 | Соколовский Починок                         | деревня                 | ↗6        | сельское поселение Большерогачёвское |
| 328 | Сокольники                                  | деревня                 | ↗24       | сельское поселение Габовское         |
| 329 | Софрыгино                                   | деревня                 | →4        | сельское поселение Большерогачёвское |
| 330 | Спас-Каменка                                | деревня                 | ↘9        | городское поселение Икша             |
| 331 | Спиридово                                   | деревня                 | ↗16       | городское поселение Дмитров          |
| 332 | Старо                                       | деревня                 | ↗28       | сельское поселение Габовское         |
| 333 | Старово                                     | деревня                 | ↗26       | сельское поселение Якотское          |
| 334 | Степаново                                   | деревня                 | ↗64       | городское поселение Яхрома           |
| 335 | Стреково                                    | деревня                 | ↘4        | городское поселение Дмитров          |
| 336 | Ступино                                     | деревня                 | ↘9        | сельское поселение Куликовское       |
| 337 | СУ-847                                      | посёлок                 | ↗47       | сельское поселение Синьковское       |
| 338 | Сурмино                                     | деревня                 | ↘13       | сельское поселение Костинское        |
| 339 | Сысоево                                     | деревня                 | ↘53       | городское поселение Дмитров          |
| 340 | Сычевки                                     | деревня                 | →0        | сельское поселение Костинское        |
| 341 | Татищево                                    | деревня                 | ↗410      | городское поселение Дмитров          |
| 342 | Татищево                                    | посёлок                 | ↗234      | сельское поселение Куликовское       |
| 343 | Телешово                                    | деревня                 | ↗71       | сельское поселение Синьковское       |
| 344 | Тендиково                                   | деревня                 | ↗92       | городское поселение Дмитров          |
| 345 | Терехово                                    | деревня                 | ↗9        | сельское поселение Большерогачёвское |
| 346 | Теряево                                     | деревня                 | ↘10       | городское поселение Дмитров          |
| 347 | Тефаново                                    | деревня                 | ↘1        | городское поселение Икша             |
| 348 | Тимоново                                    | село                    | ↘8        | сельское поселение Якотское          |
| 349 | Тимофеево                                   | деревня                 | ↗20       | сельское поселение Куликовское       |
| 350 | Тимошкино                                   | деревня                 | ↗20       | сельское поселение Якотское          |
| 351 | Титово                                      | деревня                 | ↘0        | городское поселение Яхрома           |
| 352 | Тишино                                      | деревня                 | ↗8        | сельское поселение Куликовское       |
| 353 | Торговцево                                  | деревня                 | ↗21       | сельское поселение Якотское          |
| 354 | Трехденево                                  | деревня                 | ↘28       | сельское поселение Большерогачёвское |
| 355 | Трёхсвятское                                | село                    | ↗39       | сельское поселение Большерогачёвское |
| 356 | Трощейково                                  | деревня                 | ↘14       | сельское поселение Костинское        |
| 357 | Труневки                                    | деревня                 | ↘11       | сельское поселение Костинское        |
| 358 | Турбичево                                   | село                    | ↗99       | сельское поселение Синьковское       |
| 359 | Тютьково                                    | деревня                 | ↗1        | сельское поселение Синьковское       |
| 360 | Удино                                       | деревня                 | ↗38       | сельское поселение Габовское         |
| 361 | Ульянки                                     | деревня                 | ↗9        | городское поселение Дмитров          |
| 362 | Усть-Пристань                               | деревня                 | ↘9        | сельское поселение Большерогачёвское |
| 363 | Участок № 7                                 | посёлок                 | ↘13       | городское поселение Дмитров          |
| 364 | Фёдоровка                                   | посёлок                 | ↘25       | городское поселение Яхрома           |
| 365 | Фёдоровка                                   | деревня                 | ↘9        | сельское поселение Куликовское       |
| 366 | Федоровское                                 | деревня                 | ↘21       | сельское поселение Костинское        |
| 367 | Федотово                                    | деревня                 | ↗30       | сельское поселение Габовское         |
| 368 | Филимоново                                  | посёлок                 | ↗20       | городское поселение Яхрома           |
| 369 | Филимоново                                  | деревня                 | →0        | сельское поселение Костинское        |
| 370 | Фофаново                                    | деревня                 | ↘2        | городское поселение Яхрома           |
| 371 | Фофаново                                    | посёлок                 | →17       | сельское поселение Куликовское       |
| 372 | Харламово                                   | деревня                 | ↘3        | городское поселение Яхрома           |
| 373 | Хвостово                                    | деревня                 | ↗31       | сельское поселение Синьковское       |
| 374 | Хлыбы                                       | деревня                 | ↗9        | сельское поселение Костинское        |
| 375 | Хорошилово                                  | деревня                 | ↘1        | городское поселение Икша             |
| 376 | Хорьяково                                   | деревня                 | ↘3        | сельское поселение Костинское        |
| 377 | Храброво                                    | село                    | ↘84       | городское поселение Яхрома           |
| 378 | Целеево                                     | деревня                 | ↘439      | городское поселение Дмитров          |
| 379 | Чайниково                                   | деревня                 | ↗6        | сельское поселение Большерогачёвское |
| 380 | Чеприно                                     | деревня                 | ↘2        | городское поселение Яхрома           |
| 381 | Чернеево                                    | село                    | ↗15       | сельское поселение Большерогачёвское |
| 382 | Черны                                       | деревня                 | →0        | сельское поселение Синьковское       |
| 383 | Шабаново                                    | деревня                 | ↗16       | сельское поселение Якотское          |
| 384 | Шадрино                                     | деревня                 | ↗5        | сельское поселение Костинское        |
| 385 | Шелепино                                    | деревня                 | ↗30       | городское поселение Дмитров          |
| 386 | Шихово                                      | деревня                 | ↗28       | сельское поселение Габовское         |
| 387 | Шуколово                                    | деревня                 | ↘20       | городское поселение Деденево         |
| 388 | Шулепниково                                 | деревня                 | ↗6        | сельское поселение Синьковское       |
| 389 | Шульгино                                    | деревня                 | ↗14       | сельское поселение Синьковское       |
| 390 | Шустино                                     | деревня                 | ↗10       | городское поселение Дмитров          |
| 391 | Щепино                                      | деревня                 | ↗26       | сельское поселение Костинское        |
| 392 | Щетнево                                     | деревня                 | ↘0        | сельское поселение Костинское        |
| 393 | Эскино                                      | деревня                 | ↘0        | сельское поселение Синьковское       |
| 394 | Юркино                                      | деревня                 | →0        | сельское поселение Синьковское       |
| 395 | Юрьево                                      | деревня                 | ↗47       | сельское поселение Синьковское       |
| 396 | Языково                                     | деревня                 | ↗11       | городское поселение Яхрома           |
| 397 | Яковлево                                    | деревня                 | ↘16       | городское поселение Яхрома           |
| 398 | Якоть                                       | село                    | ↗248      | сельское поселение Якотское          |
| 399 | Ярово                                       | деревня                 | ↗27       | городское поселение Дмитров          |
| 400 | Ярцево                                      | деревня                 | ↘15       | городское поселение Яхрома           |
| 401 | Яхрома                                      | город                   | ↘13 618   | городское поселение Яхрома           |